# Caesars komeet (C/-43K1)
Caesars komeet (C/-43 K1) is een komeet die in de oudheid als Sidus Iulium en Caesaris Astrum bekendstond en werd geduid als teken van de vergoddelijkte Romeinse leider Julius Caesar. Omdat de komeet verscheen ten tijde van de door Caesars’ adoptiezoon Octavianus gehouden spelen ter ere van Venus als Victoria Caesaris (tussen 2- en 30 juli), meende het volk daarin de vergoddelijkte ziel van Caesar te herkennen. De verschijning van deze komeet is zowel door Chinese als Romeinse bronnen beschreven. 
Plinius de Oudere schreef over deze komeet: “Dat deze komeet verscheen namens hem en dat hij daarom was geboren. Waarlijk, als we een waarheid willen belijden, dat was een goede,
heilbrengende en gelukkige voorbode voor de hele wereld.” (Naturalis Historia, boek 2, 93-94)